# جنبش قاضی‌زاده
قاضی‌زاده‌لی یا جنبش قاضی‌زاده یک جنبش مذهبی اصلاح‌طلب پاک دینی در قرن هفدهم میلادی در امپراتوری عثمانی بود که به سردمداری قاضی‌زاده محمد (۱۵۸۲–۱۶۳۵)، یک واعظ احیاگر اسلامی، به راه افتاد. قاضی‌زاده و پیروانش رقبای اصلی برای تصوف و مذهب عامه برشمرده می‌شدند. آن‌ها بسیاری از اعمال خلفای عثمانی را که قاضی‌زاده بدعت‌های غیراسلامی می‌دانست، محکوم کردند و مشتاقانه از «احیای باورها و اعمال نسل اول مسلمان در قرن اول هجری» در قالب امر به معروف و نهی از منکر، حمایت می‌کردند.
قاضی‌زاده محمد که با لفاظی‌های متعصبانه و آتشین جنبش را هدایت می‌کرد، توانست بسیاری از پیروان را برانگیزد که به آرمان او بپیوندند تا از شر هرگونه فساد موجود در امپراتوری عثمانی خلاص یابند. رهبران جنبش به عنوان واعظ در مساجد بزرگ بغداد مناصب رسمی داشتند و بدین ترتیب جنبش درون سیستم مملکتی نفوذ یافت. بین سال‌های ۱۶۳۰ و ۱۶۸۰ میلادی، نزاع‌های خشونت‌آمیزی بین قاضی‌زاده‌لی‌ها و آن‌هایی که جنبش را قبول نداشتند، روی داد. با پیشرفت جنبش، پیروان آن «به‌طور فزاینده‌ای خشن‌تر» می‌شدند و به «مساجد، تکیه‌ها و قهوه‌خانه‌های عثمانی وارد می‌شدند تا کسانی را که با نسخه‌های ارتدکس آن‌ها مخالفت می‌کردند مجازات کنند».